# Cichla temensis

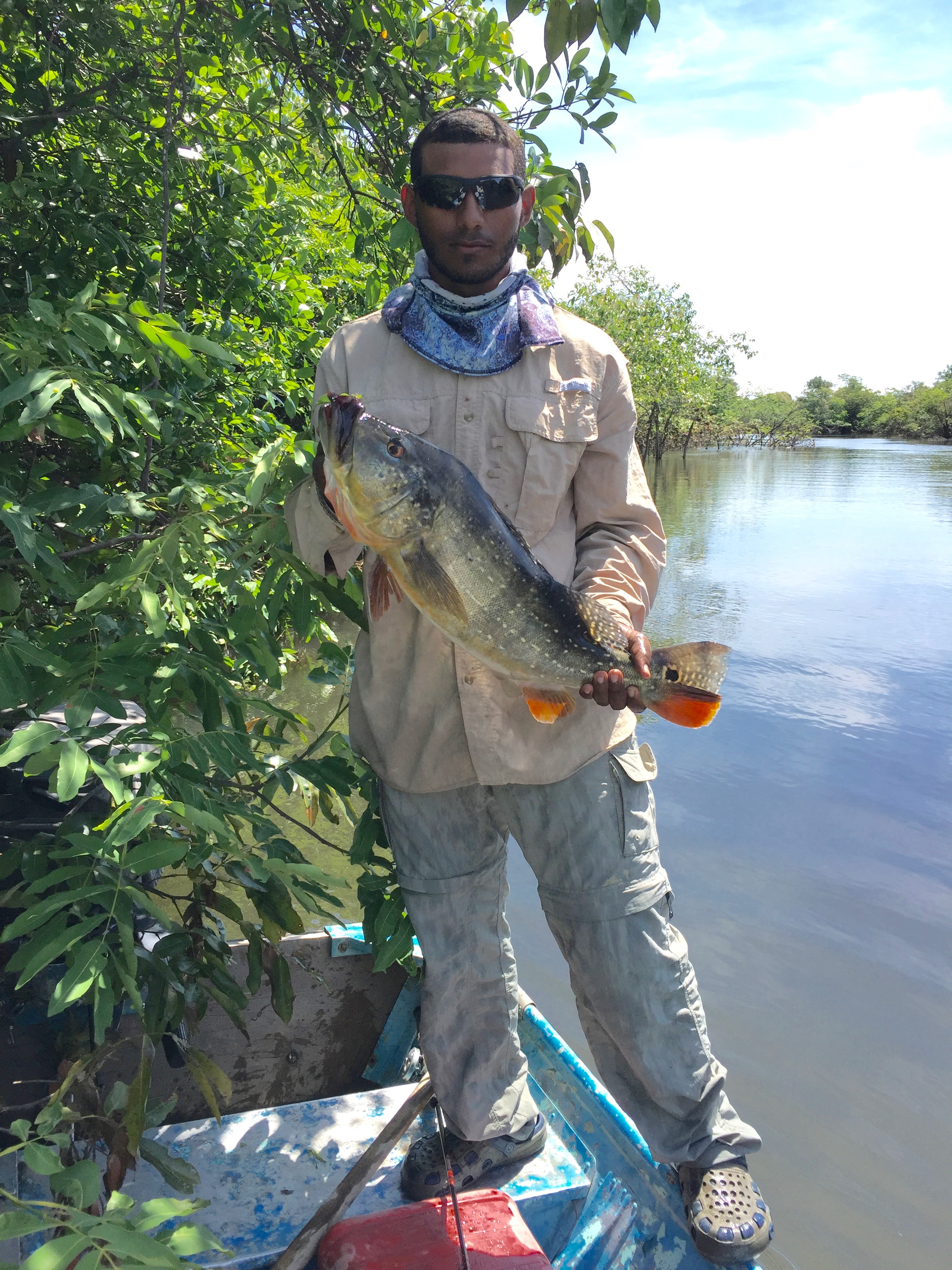
Cichla temensis pescado en el río Cinaruco.

Cichla temensis es una especie de peces de la familia Cichlidae en el orden de los Perciformes.

## Morfología
Los machos pueden llegar alcanzar los 99 cm de longitud total y los 12,2 kg de peso.

## Distribución geográfica
Se encuentran en Sudamérica: cuencas del río Orinoco (Venezuela y Colombia) y del río Amazonas.